# Новомихайловка (Орловская область)
Новомиха́йловка — село в Корсаковском районе Орловской области России. Административный центр Новомихайловского сельского поселения.

## География
Расположено на равнинной местности около автодороги Новосиль — Корсаково, в 15 км от районного центра. 

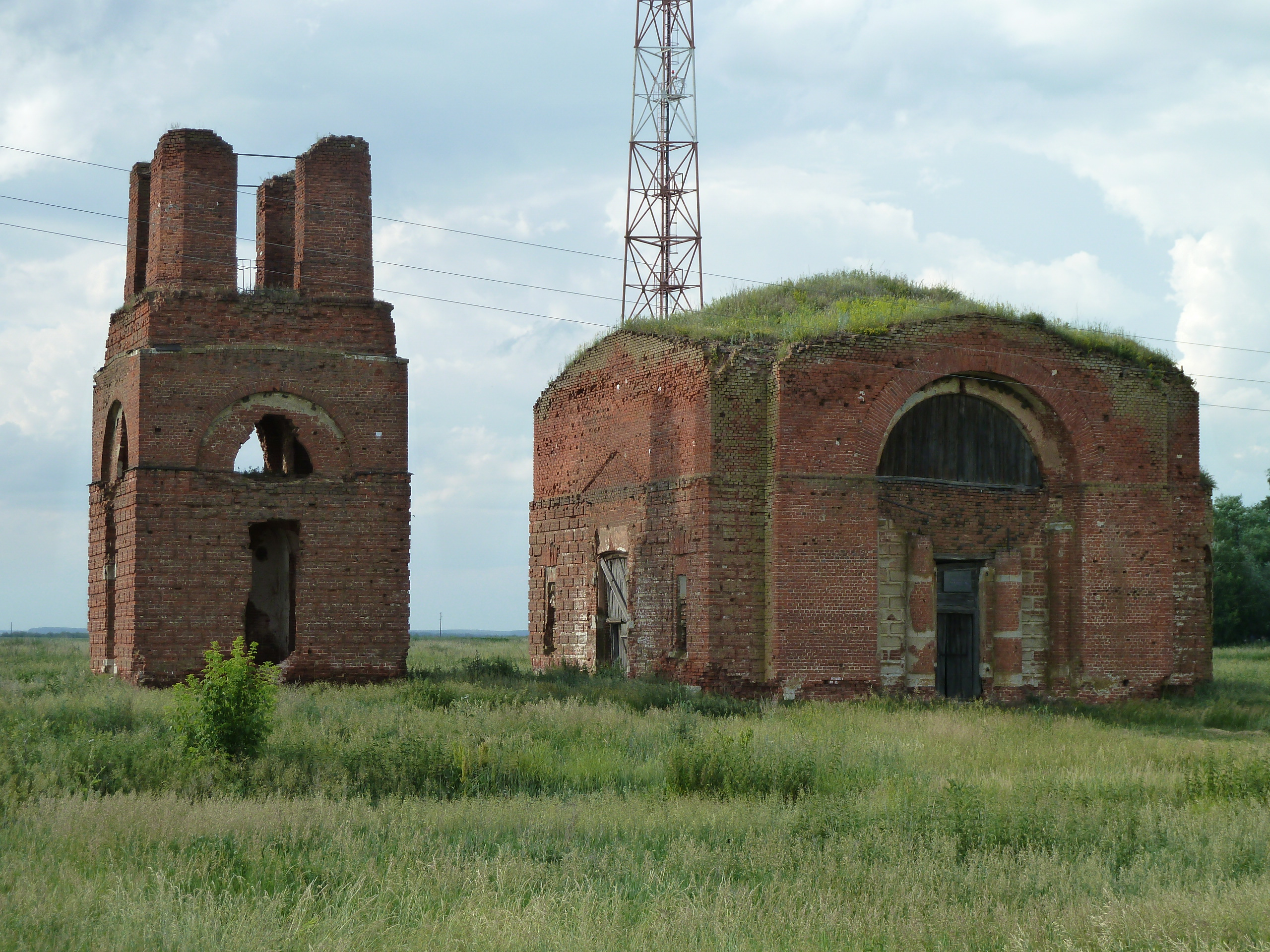
Храм Архистратига Михаила. (Стоит без пения).

## История
Название села получено по храму во имя Архистратига Михаила и возникло, скорее всего, недалеко от прежнего одноимённого поселения во второй половине XVIII века. Каменная церковь была построена в 1831 году приходским помещиком (владельцем поселения) князем Сергеем Михайловичем Голицыным. А самостоятельный приход образовался в 1830 году, отделившись от Голунского. Прежний деревянный храм находился в селении Сергиевском (в полуверсте от нового). Приход состоял в разное время: из самого села, сельца Сергиевского, деревень: Александровки (в просторечии Гнидовка), Бутырки (Голицынские Выселки) (исчезнувшая деревня), Грунец и Крутой Верх (исчезнувшая деревня). Имелась земская школа. В 1859 году в Новомихайловке насчитывалось 40 крестьянских дворов, а в 1915 — 145.

## Население
| 1857 | 1859 | 1915  | 2002 | 2010 |
| ---- | ---- | ----- | ---- | ---- |
| 367  | ↗387 | ↗1076 | ↘306 | ↘251 |